# Polgárőrség
A Polgárőrség Magyarország egyik nagy létszámú, az egyesülési jog alapján létrejött társadalmi szervezete. Célja az ország közrendje és közbiztonsága fenntartásának segítése, a határőrizetben, a környezet- és természetvédelemben, a veszélyhelyzetek megelőzésében és kezelésében, a társadalmi bűnmegelőzésben való lakossági részvétel, illetve az önkormányzatok és a lakosság közötti bizalom erősítése, továbbá a helyi közbiztonság közösségi védelme.
A jogalkotó a civilek közül kizárólag a polgárőrséget hatalmazta fel arra, hogy a közterületeken közbiztonsági tevékenységet végezzen. 

## Története
Jogelődje, az Önvédelmi Szervezetek Országos Szövetsége (ÖSZOSZ) 1991-ben jött létre, mely megalakulásának évében nevét Országos Polgárőr Szövetségre változtatta, 223 egyesületet tömörített mintegy 50 ezer taggal. Az egyesületek a közbiztonság és az akkori rendőrség kritikájaként alakultak meg. Az OPSZ élén akkor dr. Kopácsi Sándor ny. r. vezérőrnagy állt (Budapest rendőrfőkapitánya volt 1956-ban). Vezetése alatt kezdett erősödni a mozgalom, a polgárőrök megszerezték a szakmai alapokat. 
Azóta a mozgalom tovább erősödött. A szituációs bűnmegelőzés mellett, vagyis a járőrözés mellett kibővült a tevékenységi kör. A civil bűnmegelőzők a rendőrség mellett a határőrség feladatainak ellátását is segítették. Részt vesznek a környezetvédelemben, a gyermek- és ifjúságvédelemben, a kábítószer-fogyasztás megelőzésében, a rendezvények, sportversenyek biztosításában, szervezik a SZEM (Szomszédok Egymásért Mozgalom) mozgalmat, segítenek a tanyasi embereknek a tanyaprogram keretében. Részt vesznek a közlekedés biztosításában, a helyes közlekedési magatartás oktatásában. 

## Jelene

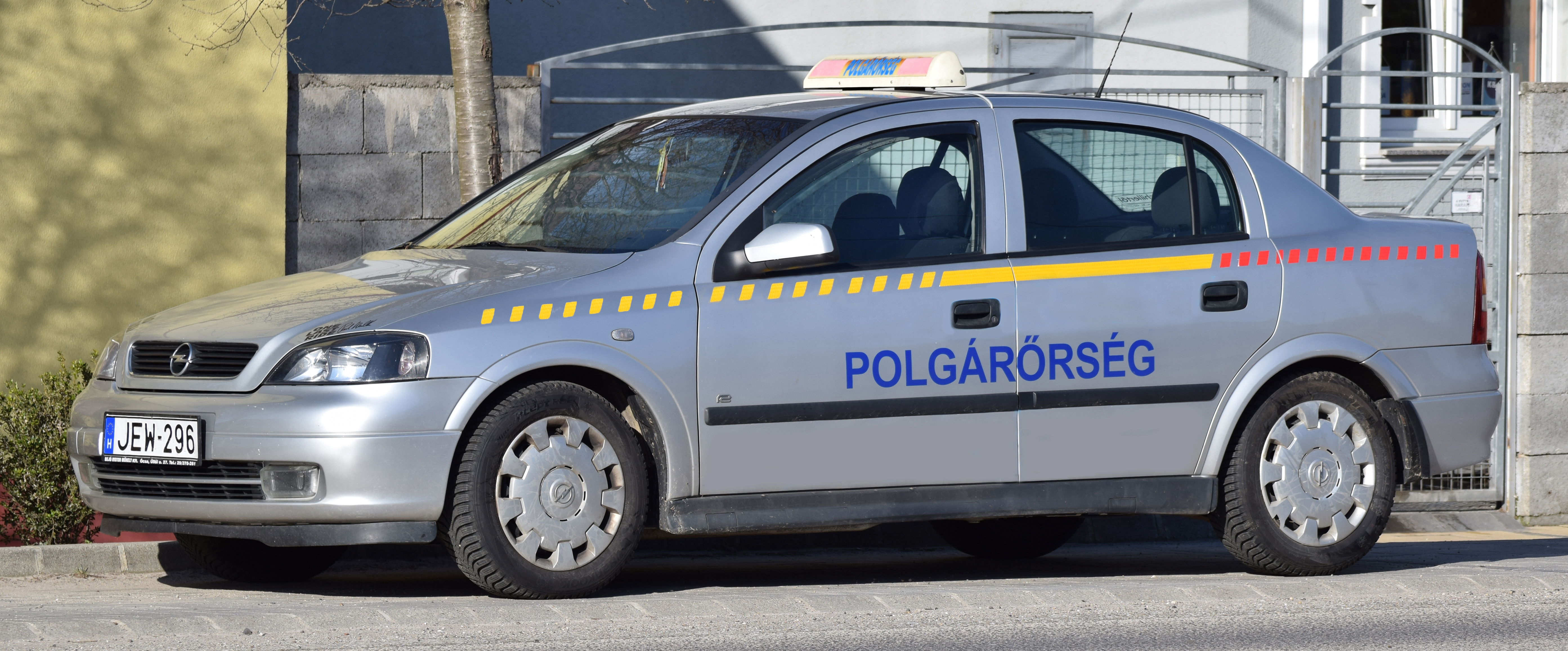
Opel Astra szolgálati autó

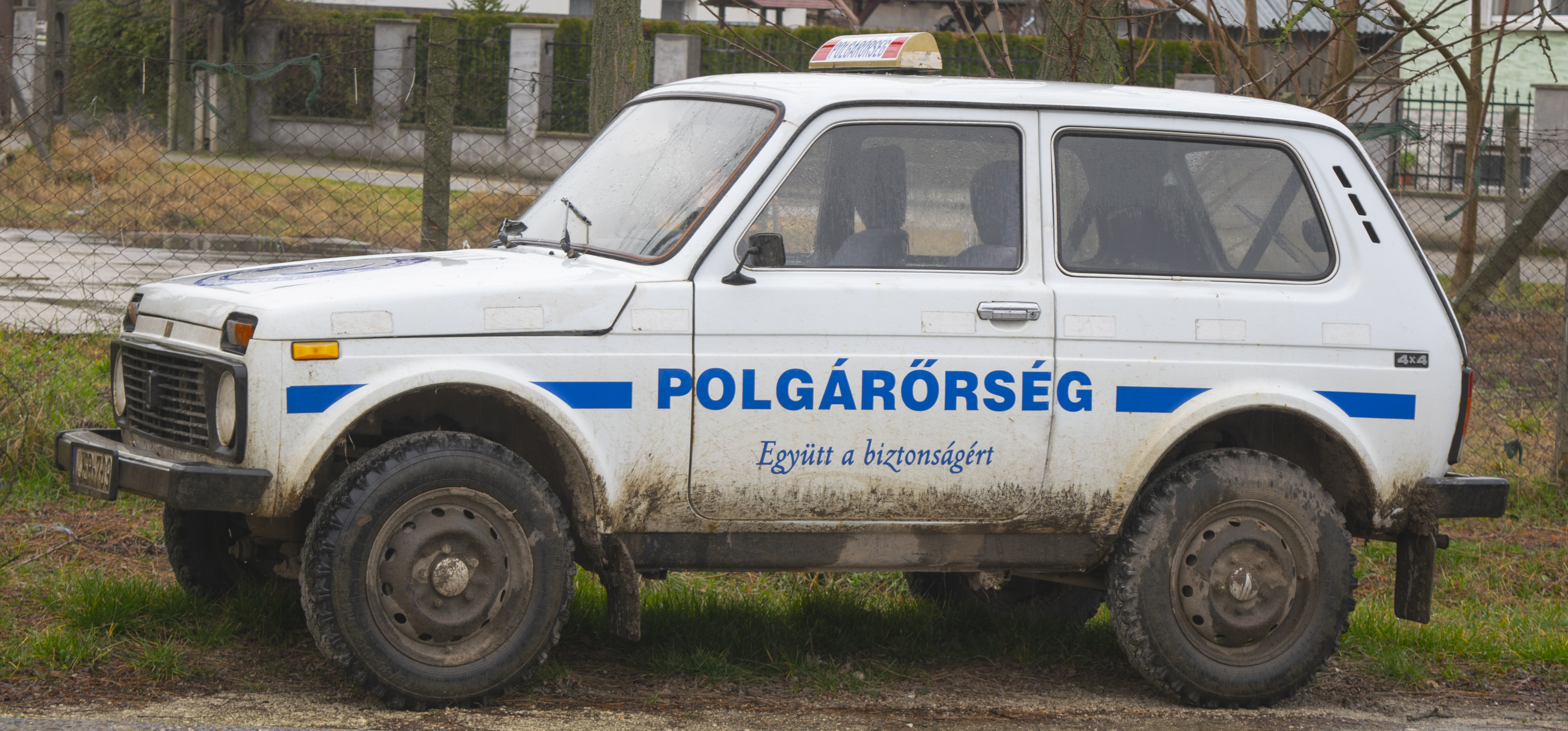
Lada Niva 4x4 szolgálati autó

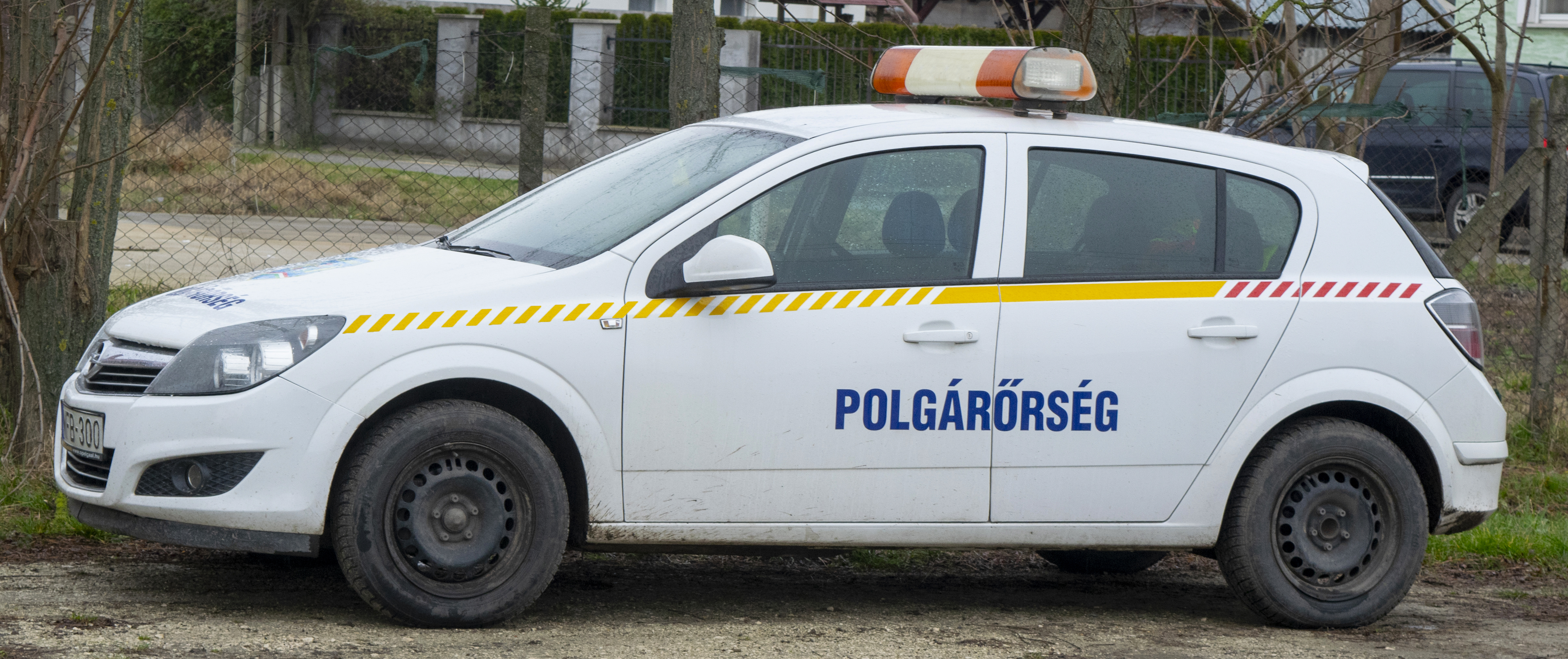
Opel Astra H szolgálati autó

A polgárőrök folyamatosan képzéseken vesznek részt. Bizonyos felmérések szerint a lakosság 16%-a [forrás?] azt hiszi, hogy a polgárőrök fizetést kapnak munkájukért, de ez tévedés. Minden polgárőr, a megyei és az országos vezetők is, térítés nélkül végzik önként vállalt tevékenységüket. 
Minden megyében megtalálható a megyei szövetség, amely érdekképviseleti szerve a településeken működő polgárőrségeknek.
2021-ben 9.828.324 óra szolgálatot teljesítettek a polgárőrök, melyből 86,4 % önállló szolgálat volt. Körülbelül 300 esetben volt tettenérés,  és több mint 50 esetben vettek részt eltűnt személy keresésében.

## A polgárőrökre vonatkozó szabályozások
- A polgárőrség és a polgárőrök tevékenységük ellátása során hatósági jogkörrel nem rendelkeznek, kényszerítő eszközt nem alkalmazhatnak, és közfeladatot ellátó személynek minősülnek a Pőtv.-ben meghatározott feladatok ellátásával kapcsolatban
- A polgárőr által szolgálatban viselt formaruha a 62/2013. (XI. 28.) BM rendelet szerinti jellemzőkkel rendelkezik. Szolgálatban gépjárművén csak a polgárőrség feliratot helyezheti el, illetve figyelmeztető jelzést használhat.
- A polgárőr tevékenysége során - a gázspray kivételével - nem viselhetl közbiztonságra különösen veszélyes eszközt, továbbá nem viselhet lőfegyvert.
- A polgárőr tevékenysége során megkülönböztető mellényt köteles viselni, amely jól látható Polgárőrség felirattal van ellátva.
- A 175/2003. (X.28) kormányrendelet által közbiztonságra különösen veszélyes eszköznek minősülő gázspray-t kizárólag nagykorú polgárőr tarthat magánál, és használhat. A kormányrendelet által megengedett hatóanyagú és töltőanyag tömegű gázspray-t minden szolgálati igazolvánnyal rendelkező polgárőr tarthat magánál, és használhat.
- A polgárőr kizárólag jogos védelmi helyzetben használhat gázspray-t. A gázspray használata esetén kerülni kell a sérülés okozását. A polgárőr a gázspray használata során megsérült személy részére - amint ez lehetséges - köteles segítséget nyújtani, szükség esetén pedig gondoskodni arról, hogy a sérültet orvos elláthassa.
- A polgárőr által használható gázspray típusa megegyezik a rendőrségnél rendszeresített típussal, kivétel amelyet a 175/2003. (X.28) kormányrendelet minden állampolgárnak megenged.
- A polgárőr tevékenysége során jogosult a szabálysértés, bűncselekmény elkövetésén tetten ért személyt a cselekmény abbahagyására felszólítani, a cselekmény folytatását megakadályozni, illetve a bűncselekmény elkövetésén tetten ért személyt visszatartani. Köteles azonban az elfogott személyt haladéktalanul a büntetőeljárásról szóló törvény szerint eljárni jogosult nyomozó hatóságnak átadni, ha erre nincs módja, e szervet nyomban értesíteni.
- A polgárőr a közúti közlekedési baleset helyszínén a közlekedés zavartalanságának biztosítása érdekében jogosult jelzőőri feladatok ellátására. A rendőri intézkedést igénylő baleset helyszínén a polgárőr a rendőrség megérkezéséig önállóan, azt követően a rendőrség felkérésére és utasításainak megfelelően folytathatja a jelzőőri tevékenységét. A jelzőőr a tevékenységét legalább 10 méterrel a közúti közlekedési baleset helyszíne előtt látja el.
- A polgárőr jogosult az Egységes Digitális Rádiótávközlő rendszer használatára.
- A polgárőr a rendőri intézkedést igénylő baleset helyszínére érkezését követően haladéktalanul értesíti a rendőrséget. Az értesítés kiterjed a baleset jellegére, a sérültek számára, valamint arra, hogy a polgárőr megítélése szerint milyen veszélyhelyzet állt elő.
- A polgárőr - a polgárőrség és az óvoda, valamint az általános iskola fenntartójával kötött együttműködési megállapodás alapján - jogosult a gyermekek úttesten történő biztonságos átkelésének elősegítése érdekében az óvodák és általános iskolák közvetlen közelében jelzőőri feladatokat ellátni.
- Közúti közlekedési baleset helyszínén és gyermekek úttesten történő biztonságos átkelésének elősegítése érdekében a jelzőőr nappal jelzőtárcsával, éjszaka és korlátozott látási viszonyok esetén piros fényt adó lámpával irányítja a forgalmat. Munkáját egyértelműen látható, illetőleg hallható jelzésekkel köteles összehangolni. A jelzőőrnek és jelzéseinek a megállási látótávolságból folyamatosan láthatóknak kell lenniük.
- A polgárőrség a rendőrséggel való együttműködés keretében részt vehet a körözött gépjárművek azonosításában. Az azonosított körözött gépjárművekre vonatkozó információkról a polgárőrség a rendőrséget az azonosítást követően haladéktalanul tájékoztatja.
- A polgárőrség tagjai a részükre biztosított eszközöket a rendeltetésüknek és céljuknak megfelelően a feladataik ellátásához használják.

## Polgárőrség és környezetvédelem
A polgárőrség olykor összekapcsolódik a környezetvédelemmel: ennek példája a Természet- és Környezetvédelmi Polgárőr Egyesület. Az OPSZ felhívására jött létre azzal a céllal, hogy a Polgárőrség kötelékén belül kialakuljon egy szakértők irányítása alatt működő, tisztán a környezet védelmére összpontosító szervezett, amely jelentős társadalmi elvárásokat tudna kielégíteni a környezeti károsítások megelőzésének és felszámolásának területén. Tagjainak nagy része polgári természetőri képzésben vett részt, és sikeres vizsgát tett természetvédelmi jogból, természetvédelmi ismeretekből és helyi ismeretekből, ezáltal védett természeti területeken is teljesíthetnek szolgálatot. Működési területük Budapest és a Budai Tájvédelmi Körzet, valamint a Duna–Ipoly Nemzeti Park egyes területei.
Tevékenységei:
- A védett természeti területek védelme és felügyelete
- Védett élőlények védelme, elpusztulásuk okainak meghatározása
- Környezeti nevelés, oktatási intézményekben, tanösvényeken csoportok vezetése
- Környezetkárosító hatások feltárása, behatárolása
- Felmérések végzése Magyarország számára kötelező európai uniós környezetvédelmi adatszolgáltatásokhoz
- Környezetvédelmi szabálysértések, bűncselekmények felderítése, megelőzése